# Butivka, Horodnea
Butivka (în ucraineană Бутівка) este localitatea de reședință a comunei Butivka din raionul Horodnea, regiunea Cernihiv, Ucraina.

## Demografie
Componența lingvistică a localității Butivka
     Ucraineană (98,74%)
     Rusă (1,26%)
Conform recensământului din 2001, majoritatea populației localității Butivka era vorbitoare de ucraineană (98,74%), existând în minoritate și vorbitori de rusă (1,26%).